# オルガ・カチュラ
オルガ・セルゲイヴナ・カチュラ（ロシア語: Ольга Сергеевна Качу́ра、英語: Olga Sergeevna Kachura、1970年5月12日 - 2022年7月29日）は、ドネツク人民共和国の軍人。第1軍団第3独立親衛自動車化狙撃旅団ロケット砲大隊長。最終階級は大佐。

## 来歴
軍人の家系に生まれる。2014年から親ロシア勢力に合流し、ドンバス戦争に参戦。
2022年ロシアのウクライナ侵攻ではドネツィク州ホルリウカで運転中に砲撃を受け戦死。ウクライナ侵攻で戦死した初の女性将校となった。52歳没。死後、ドネツク人民共和国英雄と、ロシア連邦英雄が授与された。